# Tiro del escape de vapor

Diagrama del tiro de escape del vapor en una locomotora. El tubo del tiro (a) dirige el vapor de escape hacia la caja de humos (b). El vapor arrastra el humo de la cámara de combustión (c), creando más corriente que ayuda a acelerar el humo de la chimenea (d)

El tiro del escape de vapor (nombre original en inglés: blastpipe) es una parte del sistema de escape de una locomotora de vapor, que descarga el vapor de los cilindros en la caja de humos situada debajo de la chimenea, para aumentar el tiro a través del fogón. 

## Historia
La primacía del descubrimiento del efecto de dirigir el escape hacia la chimenea como un medio de proporcionar corriente de aire a través del fogón en las locomotoras de vapor es motivo de cierta controversia. Ahrons (1927) dedica una atención significativa a este asunto. El escape de los cilindros en la primera locomotora de vapor, construida por Richard Trevithick, se dirigió hacia la chimenea, y ya entonces se notó su efecto en el aumento del tiro a través del fuego. En Wylam, Timothy Hackworth también empleó un tubo para mejorar el tiro en sus primeras locomotoras, pero no está claro si esto fue un descubrimiento independiente o una copia del diseño de Trevithick. Poco después de Hackworth, George Stephenson también empleó el mismo método, y nuevamente no está claro si fue un descubrimiento independiente o una copia de uno de los otros ingenieros. Goldsworthy Gurney fue otro de los primeros exponentes, cuyo reclamación de la primacía fue enérgicamente defendida por su hija Anna Jane.
En aquel entonces, las locomotoras empleaban una sola salida del humo o un único conducto de retorno, con la rejilla de fuego en un extremo del conducto. Para las calderas de este diseño, el flujo de vapor concentrado era demasiado fuerte y levantaba el fuego, expulsando combustible quemado de manera incompleta por la chimenea. No fue sino hasta el desarrollo de la caldera multitubular, cuando el tiro de vapor concentrado en un orificio y colocado centralmente se convirtió en estándar. La combinación de la caldera multitubular y el chorro de vapor a menudo se cita como las principales razones del alto rendimiento de la Rocket de 1829 en las Pruebas de Rainhill.

## Descripción
Poco después de que se descubrió la utilidad del tiro de escape del vapor, se hizo evidente que se necesitaba una caja de humos debajo de la chimenea, para proporcionar un espacio en el que los gases de escape que emergen de los tubos de la caldera puedan mezclarse con el vapor. Esto tenía la ventaja adicional de permitir el acceso para recoger la ceniza arrastrada a través de los tubos de fuego por el tiro. La tubería de escape desde la que se emite el vapor, se montó directamente debajo de la chimenea, en el fondo de la caja de humos. 
El chorro de vapor se autorregula en gran medida: un aumento en la tasa de consumo de vapor por parte de los cilindros aumenta el chorro, lo que aumenta el tiro y, por lo tanto, la temperatura del fuego. Las locomotoras modernas también están equipadas con un soplador, que es un dispositivo que libera vapor directamente en la caja de humos para su uso cuando se necesita una mayor corriente de aire sin que pase un mayor volumen de vapor a través de los cilindros. Un ejemplo de tal situación es cuando el regulador se cierra repentinamente o el tren pasa a través de un túnel. Si un túnel de una sola vía está mal ventilado, una locomotora que entra en él a alta velocidad puede causar una rápida compresión del aire dentro del túnel. Este aire comprimido puede entrar en la chimenea con una fuerza considerable, lo que puede ser extremadamente peligroso si la puerta de la cámara de combustión está abierta en ese momento. Por esta razón, a menudo se activa el soplador en estas situaciones, para contrarrestar el efecto de compresión. 

## Desarrollo posterior
Poco desarrollo de los principios básicos del diseño de la caja de humos tuvo lugar hasta 1908, cuando W.F.M. Goss de la Universidad Purdue llevó a cabo el primer examen exhaustivo del rendimiento de la generación de vapor. Estos principios fueron adoptados en el Great Western Railway por George Jackson Churchward. Un desarrollo posterior fue el llamado tubo de escape de puente superior, que controlaba el área del tubo de chorro a diferentes velocidades de vapor para maximizar su eficiencia. 

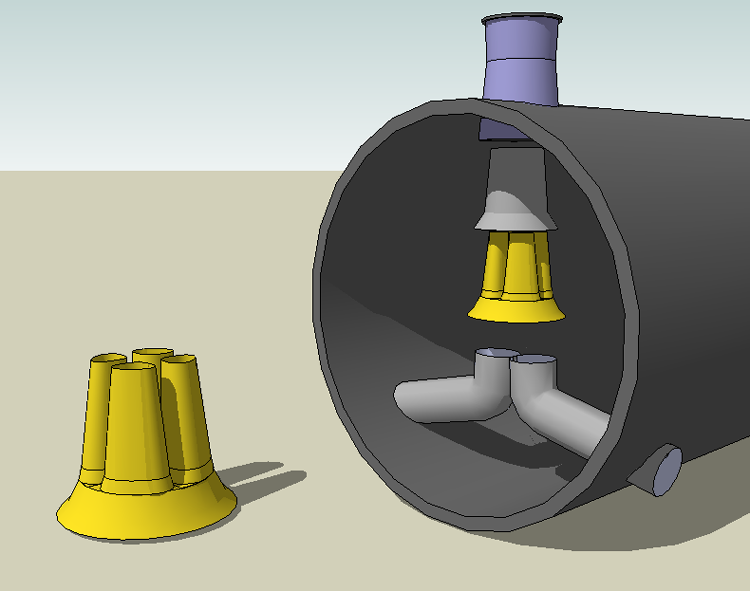
El sistema de escape Kylchap

El objetivo de la modificación del tubo del tiro de escape es obtener el máximo vacío de la caja de humos con una mínima contrapresión en los pistones. La modificación más simple es una chimenea doble con chorros dobles, pero se han probado muchos otros diseños. Hacia el final de la era del vapor, el escape Kylchap era popular y se usaba en la Locomotora Mallard de Nigel Gresley. Otros diseños habituales de escapes de vapor son los de Giesl, de Lemaître y de Lempor. 